# Dionizov kult
Dionizov odnosno Bakhov kult, kao i Dionizijski misteriji, bio je vjerski kult i jedan od oblika dionizija, svečanosti u čast boga Dioniza (Bakha), boga vinarstva i vinogradarstva. U Staroj Grčkoj, dionizije su bile vesele i razuzdane zabave, koje su Rimljani preuzeli i pretvorili u tajanstveni vjerski kult, jer je Dioniz, odnosno rimski Bakho, bio i bog tajanstvnih vjerskih svečanosti.
Prvi zapisi o kultu sežu u 14. stoljeće pr. Kr. u Staroj Grčkoj. Rimljani kult preuzimaju u 5. stoljeću pr. Kr., no 186. pr. Kr. postaje zabranjen, čime postaje još popularniji, posebno među patricijskim slojem. Spada u kultove transa: izazivanje stanja transa pokretima i plesom bio je sastavni dio slavlja.
Obredi uvođenja (inicijacije) novih članova u kult prikazani su na zidnim slikama u Villi misterija u Pompejima.